# Heidi Dyhre Traaserud
Heidi Dyhre Traaserud (2007) è una saltatrice con gli sci norvegese.

## Biografia
Heidi Dyhre Traaserud, attiva dal settembre del 2017, ai Mondiali juniores di Zakopane/Lygnasæter 2022 ha vinto la medaglia di bronzo nella gara a squadre; ha esordito in Coppa del Mondo il 24 febbraio 2024 a Hinzenbach (28ª) e ai Campionati mondiali a Trondheim 2025, dove ha vinto la medaglia d'oro nella gara a squadre e si è classificata 16ª sia nel trampolino normale sia nel trampolino lungo. A inizio carriera ha gareggiato anche nella combinata nordica, disputando fra l'altro i Mondiali juniores di Whistler 2023; non ha preso parte a rassegne olimpiche.

## Palmarès

### Mondiali
- 1 medaglia:
  - 1 oro (gara a squadre a Trondheim 2025)

### Mondiali juniores
- 1 medaglia:
  - 1 bronzo (gara a squadre a Zakopane/Lygnasæter 2022)

### Coppa del Mondo
- Miglior piazzamento in classifica generale: 25ª nel 2025